# Turistička zajednica
Turističke zajednice su organizacije koje djeluju po načelu destinacijskog menadžmenta, a osnivaju se radi promicanja i razvoja turizma Republike Hrvatske i gospodarskih interesa pravnih i fizičkih osoba koje pružaju ugostiteljske usluge i usluge u turizmu ili obavljaju drugu djelatnost neposredno povezanu s turizmom na način da upravljaju destinacijom na razini za koju su osnovane.
Zajednički ciljevi turističkih zajednica su razvoj i marketing destinacije kroz koordiniranje ključnih aktivnosti turističkog razvoja (planiranje, razvoj turističkih proizvoda u destinaciji, financiranje, donošenje i provedba odluka), u skladu s dokumentima kojima se definira nacionalna strategija razvoja turizma, osiguravanje cjelovitije zastupljenosti specifičnih lokalnih/regionalnih interesa kroz jačanje lokalne/regionalne inicijative i povezivanje dionika na lokalnom/regionalnom nivou radi stvaranja međunarodno konkurentnih turističkih proizvoda, poboljšanje uvjeta boravka turista u destinaciji te razvijanje svijesti o važnosti i gospodarskim, društvenim i drugim učincima turizma, kao i potrebi i važnosti očuvanja i unaprjeđenja svih elemenata turističke resursne osnove određene destinacije, a osobito zaštite okoliša, kao i prirodne i kulturne baštine sukladno načelima održivog razvoja.
Zadaće Hrvatske turističke zajednice, kao nacionalne turističke organizacije, su stvaranje, upravljanje i jačanje prepoznatljivog brenda turizma Republike Hrvatske, marketing turizma na nacionalnoj razini (npr. promocija putem online i offline kanala u zemlji i inozemstvu, organizacija sajamskih nastupa, radionica i posebnih prezentacija, organizacija studijskih putovanja novinara i predstavnika organizatora putovanja, udružene promotivne aktivnosti i slično),  provedba strateških marketinških projekata radi ostvarivanja strateških marketinških ciljeva,  donošenje strateškog i operativnog marketinškog plana hrvatskog turizma, sudjelovanje u izradi strategije razvoja hrvatskog turizma, koordinacija i usklađivanje aktivnosti s regionalnim turističkim zajednicama u elementima planiranja marketinga, suradnja s regionalnim turističkim zajednicama i njihovim ključnim partnerima u segmentu poboljšanja prometne dostupnosti Republike Hrvatske kao turističke destinacije, suradnja s ključnim partnerima i drugim nacionalnim turističkim organizacijama i međunarodnim udruženjima, poboljšanje ugleda i položaja hrvatskog turizma na međunarodnom turističkom tržištu, uspostavljanje sustava upravljanja kvalitetom, uspostavljanje djelotvornog mehanizma mjerenja i nadzora učinkovitosti provedenih promotivnih aktivnosti na svim razinama turističkih zajednica, provedba aktivnosti u području istraživanja turističkog tržišta, koordiniranje razvoja i pozicioniranje turističkih proizvoda u skladu s važećim strateškim dokumentima hrvatskog turizma, organizacija edukacija i stručnih skupova u svrhu podizanja konkurentnosti i sposobnosti sustava turističkih zajednica te ostalih dionika turističkih aktivnosti i ponude, razvoj i upravljanje sustavom eVisitor i drugim turističkim informacijskim sustavima, kao i sustavima poslovne inteligencije na nacionalnoj razini te vertikalna integracija informacijskih sustava na svim razinama sustava turističkih zajednica, redovito izvještavanje o ostvarenjima turističkog sektora (godišnje i sezonsko) posredstvom izvještaja, infografika, publikacija i slično, osnivanje, koordinacija i nadzor predstavništava u inozemstvu, organizacija odabira i dodjele Godišnjih hrvatskih turističkih nagrada, raspisivanje i provođenje natječaja za manifestacije od nacionalnog interesa (npr. »top događanja«) temeljem odluke Turističkog vijeća Hrvatske turističke zajednice, provođenje javnih natječaja za dodjelu potpora za manifestacije (nacionalnog i regionalnog značenja), potpora regionalnim turističkim zajednicama na turistički nedovoljno razvijenim područjima te potpora projektima turističkih inicijativa i proizvoda na područjima turistički nedovoljno razvijenih županija/regija, sudjelovanje i partnerstvo u projektima koji se financiraju iz fondova Europske unije i drugih javnih izvora financiranja, poduzimanje mjera i aktivnosti za razvoj i promicanje svih selektivnih oblika turizma, obavljanje drugih poslova propisanih Zakonom o turističkim zajednicama i promicanju hrvatskog turizma ili drugim propisom (npr. Zakon o dopunama Zakona o turističkim zajednicama i promicanju hrvatskog turizma).